# Adelogorgia phyllosclera
Adelogorgia phyllosclera är en korallart som beskrevs av Bayer 1958. Adelogorgia phyllosclera ingår i släktet Adelogorgia och familjen Gorgoniidae. Inga underarter finns listade i Catalogue of Life.